# Hygroamblystegium noterophilum
Hygroamblystegium noterophilum är en bladmossart som beskrevs av Warnstorf 1906. Hygroamblystegium noterophilum ingår i släktet Hygroamblystegium och familjen Amblystegiaceae. Inga underarter finns listade i Catalogue of Life.